# Greg Poss
Greg Poss (né le 6 mai 1965 à Green Bay dans le Wisconsin) est un joueur américain de hockey sur glace devenu entraîneur.

## Carrière
Il commence sa carrière aux Fighting Saints de Dubuque en United States Hockey League. Il joue ensuite quatre ans dans l'équipe de l'université du Wisconsin en NCAA. Il fait ses débuts professionnels en 1989 chez les Mariners du Maine en Ligue américaine de hockey. Après deux saisons, il rejoint les Rivermen de Peoria (LIH). Après une grave blessure au genou, il met fin à sa carrière de joueur.
Il devient entraîneur du club suédois Olofströms IK. Il va après en Allemagne, d'abord à Sonthofen pour l'EHC Timmendorfer Strand 06. En 1997, il arrive aux Iserlohn Roosters qui accèdent en DEL en 2000. Poss est élu « meilleur entraîneur de la DEL ». En 2001, il choisit les Ice Tigers de Nuremberg.
En octobre 2004, Greg Poss devient entraîneur et sélectionneur de l'équipe d'Allemagne de hockey sur glace et doit démissionner des Ice Tigers. En février 2005, il signe un contrat avec la Fédération d'Allemagne de hockey sur glace, bien que les premiers matchs n'aient pas de résultats concluants. Lors de la Coupe des nations de hockey sur glace, l'équipe ne gagne aucun de ses quatre matchs et dans un autre tournoi, perd contre le Canada et la Slovaquie, gagne de peu contre la Hongrie. Lors de la préparation pour le Championnat du monde de hockey sur glace 2005, l'Allemagne perd de peu en prolongations contre les États-Unis et gagne en Biélorussie. Après n'avoir gagné aucun match en tour préliminaire, elle fit avant-dernière dans le tour de relégation et est reléguée. Les médias sont très critiques et la rumeur de la démission de l'entraîneur apparaît. Cependant Poss conserve son poste. Les adjoints Ernst Höfner et Bernhard Englbrecht sont remplacés par Uwe Krupp et Klaus Merk. Finalement le 14 décembre 2005, Greg Poss donne sa démission, Uwe Krupp lui succède.
Aussitôt il succède à Stéphane Richer à la tête des Adler Mannheim. Lors de la saison 2006-2007, le club gagne le doublé coupe-championnat d'Allemagne. Après un mauvais début de saison et une série de défaites, Poss est remplacé le 22 décembre 2007 par Dave King.
Il revient aux États-Unis, d'abord comme entraîneur-assistant du Reign d'Ontario. En 2010, il signe un contrat de deux ans avec les Everblades de la Floride, qui, durant la saison 2011-2012 de l'ECHL, remportent la Coupe Kelly.

## Récompenses
- 1988 : Champion de la Western Collegiate Hockey Association avec les Badgers du Wisconsin.
- 2007 : Coupe et championnat d'Allemagne avec les Adler Mannheim.